# Réserve naturelle de Slettnes
La réserve naturelle de Slettnes est une réserve naturelle norvégienne située dans la commune de Gamvik, comté de Finnmark. La réserve naturelle est située sur la péninsule de Nordkynhalvøya, sur l'une des rares plaines côtières inhabitée du Finnmark. Depuis 2002,  elle a le statut de site ramsar, en raison de son importance pour les oiseaux migrateurs.
La réserve a été créée en 1996 et a une superficie de 12,3 km2.
La réserve est constituée de marais et de fourrées de saules qui constituent des lieux de reproduction et de repos pour un grand nombre de limicoles et d'oiseaux de la famille des anatinae.
La végétation est caractérisée par des espèces qui, plus au sud, se trouvent en montagne: silène acaule, saxifrages, driades, carex. Le long des ruisseaux poussent des populations denses d'une variété arctique de ciboulette (Allium schoenoprasum ssp. sibiricum). Dans l'espace entre tourbière et eau on trouve des plantes comme le prêle des eaux et carex aquatilis. On trouve également de grandes quantités de veratrum album.
On observe 96 espèces d'oiseaux dans la réserve dont 53 qui y nidifient régulièrement. La région est une halte importante  lors de la période de migration et une zone de nidification pour les échassiers, mouettes et goélands. Slettnes est l'un des domaines les plus importants pour les échassiers en Norvège et en Scandinavie. La population de  labbe parasite est la plus grande de Norvège.
La réserve est visitée régulièrement par les scientifiques, et les données qui y sont recensées sont incluses dans des études internationales.